# 押野後藤家
押野後藤家（おしのごとうけ）は、加賀国（現在の石川県南部）の守護大名冨樫氏の後裔で、安土桃山時代から昭和期までを押野村(加賀国)に住んで十村役などを勤めた武門に始まる家系。

## 概要

### 冨樫氏の滅亡
冨樫氏の実効的な加賀国統治は、守護冨樫政親が1488年（長享2年）、高尾城で加賀一向一揆に攻め滅ぼされて終わった（長享の一揆）。その後も冨樫氏は代々の守護職を擁立するが、一揆は衰えることなく勃発し、一揆討伐を掲げる織田信長と組んでも一揆勢力には抗えず、冨樫氏が再び加賀国を実効支配することはなかった。元亀元年（1570年）5月、一揆に追われた冨樫氏最後の当主泰俊親子は守護館を脱出し、冨樫氏の親戚で朝倉氏家臣として越前国北方で加賀一向一揆防衛の配置に就いていた溝江景逸、長逸の父子を頼り、溝江氏の館（金津城）に身を寄せた。しかし、天正2年（1574年）2月19日、尾山御坊（後の金沢城）の杉浦壱岐率いる2万余の一揆勢に攻められ、溝江景逸はやむなく自ら館に火を放ち、妻や家臣、溝江氏菩提所梅昌山妙隆寺の弁栄坊を始めとする僧、泰俊（64歳）夫妻と長男稙春（27歳）および次男天易侍者（25歳）ら総勢三十余人が枕を並べ自害して果てた
。泰俊は最期に臨み、幼い三男家俊（9歳）を腹心の家臣達に託して密かに館を脱出させることに成功したと伝承にある。妙隆寺は、溝江氏一族と泰俊夫妻親子4人の霊を祀る菩提所であり、一揆犠牲者の経木や位牌とともに、供養の灯を絶やすことなく今に伝えている。泰俊の法名は玄隆院殿巨川厳済大居士、妻の法名は慈現院殿玉珠清賢大姉。泰俊の辞世の句が残っている。
「先立ちぬくひの八千度悲しきは流るる水の廻り来ぬなり」

### 押野後藤家の興り
金津城を脱出した富樫家俊ら一行は、加賀国を目指して50km余の距離を北上し、加賀国押野村字清水（付近に清水姓が多く、農業用水清水川が今も残る）を、縁を頼って落ち延び先とし、後藤弥右衛門と名を変えて密かに郷士として住み着いたのが押野後藤家の興りである。以後、押野後藤家代々の当主は昭和期まで400年余にわたって押野村に居住し、当初は戦国武将として、江戸期には十村として、明治期以降は村長として地域発展に大きく貢献した。家紋は、妙見信仰の象徴である北斗七星を亀甲の中に配した泰高流定紋の亀甲七曜である。冨樫氏は、遠祖藤原利仁にキツネに係る奇怪説話があることからも、稲荷信仰に篤かった。押野後藤家にも、以下のことから稲荷信仰の篤さが窺われる。後藤家家屋（明治期建築）は老朽化のため平成16年（2004年）に取り壊されたが、それまで邸内には「冨樫稲荷大明神」の扁額を掲げた朱塗りの間口3尺8寸の祠があったことが知られている。後藤家から南東へ約300m離れた箇所に、一揆で焼き討ちにあった地頭冨樫家善の館跡（現野々市市立館野小学校の地、押野館と呼ばれた館の土塁が19世紀半ばまで残っていた）があり、そこにホンドギツネが住み着き、代々の後藤家夫人は毎朝油揚げを持参してキツネの巣穴に供えるのを常としたと伝えられる。この廃墟跡は稲荷山と呼ばれ、そこに鎮座する稲荷の神を後藤家邸内に設けた前述の祠へ遷祀し、後藤家が毎月15日に油揚げと赤飯を供えて崇めたことも町民に伝わる。後藤家は、江戸期に仇敵ともいえる浄土真宗に改宗（手次寺：八日市村瑞泉寺、現金沢瑞泉寺）しているが、一貫して稲荷信仰を絶やさなかったことは冨樫氏の後裔であることの証左の一つとして注目される。
後藤家に残された集蔵文書は、一紙文書、帳冊類、袋入り、絵図などを総計すると1800点余になり、時代考証を進める上での貴重な資料となっている。中でも最古の文書は、建武元年（1334年）の後醍醐天皇綸旨であり、約700年にわたって代々の冨樫氏と押野後藤家が幾多の戦火をくぐって伝蔵したものである。押野後藤家が冨樫氏の後裔であり、代々が十村として偉業をなしたこと、中でも加賀藩の一大事業である長坂用水開発を指揮した3代太兵衛の功績が際立って大きかったことから、近在の住民は、現在でも畏敬と尊崇の念を込めて「ゴトウサン」と敬称付きで呼んでいる。同家が押野に存在したのは昭和期の12代後藤義賢までであり、その後の家督は代々医院を開業している金沢市の後藤家が継承している。江戸中期には歴代の藩主が鷹狩のたびに後藤家で休憩するようになり、その都度家屋の普請を行っている。また、9代安兵衛は組持十村の中でも最高位の扶持持ちとして52村を支配するまでになっていることから、後藤家の屋敷は広大だったことが想像される。しかし、敷地は明治期以降、高皇産霊神社、保育所、集会所、民家、用水などに漸次供用され、今は445坪の更地に建つ1棟の岩蔵だけがわずかに往時を偲ばせる。

### 注記
- トガシの表記は、舘残翁[15]の研究に基づき「冨樫」とした。
- 泰俊夫妻親子自害時の年齢を、長男稙春35歳、次男天易侍者27歳とする資料もある。[16][17]
- 後藤家初代弥右衛門（冨樫泰俊の三男）の諱については家俊説と宗俊説[18][19][20][21]が混在する。これは、9代安兵衛の時代に草書で書かれた家系図[22]の後藤家初代名が「宗俊」とも読めるため、「宗俊」を採用していることによる。ここでは、3代後藤太兵衛時代に作成されたと伝わる家系図[23]に基づき、「家俊」とした。
- 他の資料には、泰俊の辞世の句として「木草にも非ざる竹の世を去りて後は石とも誰かなすべき」がある。[24]
- 『押野村史』では、後藤家伝蔵の後醍醐天皇綸旨（宛先は「坂上備前守館」、発令日は建武元年（1334年）8月3日）について、『源平盛衰記』内閣文庫蔵慶長古活字本（国民文庫）巻第二十八S2809などに「坂上の利仁公より六代の孫、加州住人（ぢゆうにん）林六郎光明が嫡子、今城寺太郎光平と名乗て、我と思はん平家の侍共、押並て組や／＼と云」とあることから、冨樫一族が時に「坂上」を冒称した可能性があり、弥右衛門が藤原（坂上）氏を慕って「後藤姓」を名乗ったとしている。『押野村史』では、この節の一部が印刷ミスで欠落しており、後藤姓の由来を説いた出典が不明である。

## 歴代当主[25]
数字は当主の代数
1. 弥右衛門、幼名は三郎、諱は家俊
尾山御坊(金沢城)、椿原山堡（金沢市椿原天満宮）、鳥越城（白山市鳥越）、舟岡城（白山市鶴来）、光徳寺（金沢市木越）、鳥越弘願寺（津幡町）などで一揆討伐を行った佐久間盛政（初代金沢城主）に従軍、戦功に対し知行300石を授かる。
2. 藤右衛門
大坂城真田丸攻めを担当した3代加賀藩主前田利常の2度の大坂の陣出兵に加わる。帰還後に十村肝煎に取り立てられる。
3. 太兵衛、諱は家泰 十村。
長坂新村創設、泉野村と泉野出村の開墾、長坂用水を引き金沢南部丘陵一帯を灌漑、功績に対し5代藩主前田綱紀から800石を加増される。邸内居住人16名、持ち馬2頭の記録がある。
4. 太郎右衛門 十村。
5. 安兵衛、諱は宗周 十村。
石川郡中村（金沢市中村町）から高畠村（金沢市高畠町）にかけての犀川左岸沿いを自費を投じて開拓。1000石の加増を受ける。
6. 宇右衛門、諱は宗定 十村。
6代藩主前田吉徳と8代藩主前田重煕が鷹狩りの都度、後藤邸で休憩接待。
7. 安兵衛、諱は貞昭 十村。
8. 次郎左衛門 十村。
10代藩主前田重教と12代藩主前田斉広が鷹狩の都度、邸内で休憩接待。
9. 安兵衛、諱は貞之
藩主前田斉広の改革に応じ長文の改革案を建議。
10. 次郎左衛門、幼名は次郎一、諱は幸安 平十村、扶持人、吏生加り郷長、里正、副区長、戸長。
11. 於菟吉、諱は幸貫
明治22年（1889年）の市町村制施行で発足した新制押野村の初代村長（明治22年 - 25年（1892年））、第3代村長（昭和17年（1942年） - 20年（1945年））。加賀藩砺波郡和泉村の十村石崎家[26]の9代市右衛門（順造）の六男に生まれ、後藤家の養嗣子となる。
12. 義賢
第10代押野村村長、内科医院開業、郷土史家舘残翁の依頼に応じて冨樫晴貞の墓地を整備した。

## 家系図[20]
この家系図は、初代の諱を「宗俊」としている

## ギャラリー

溝江館跡（あわら市大溝）
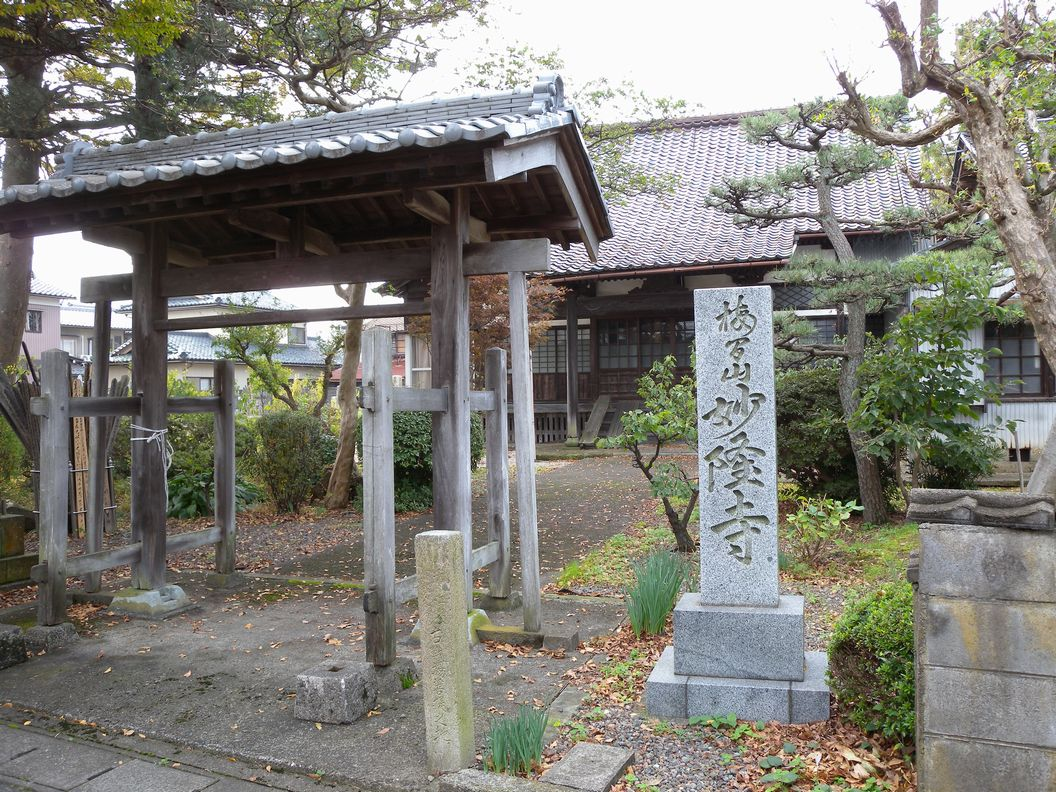
妙隆寺（あわら市市姫）
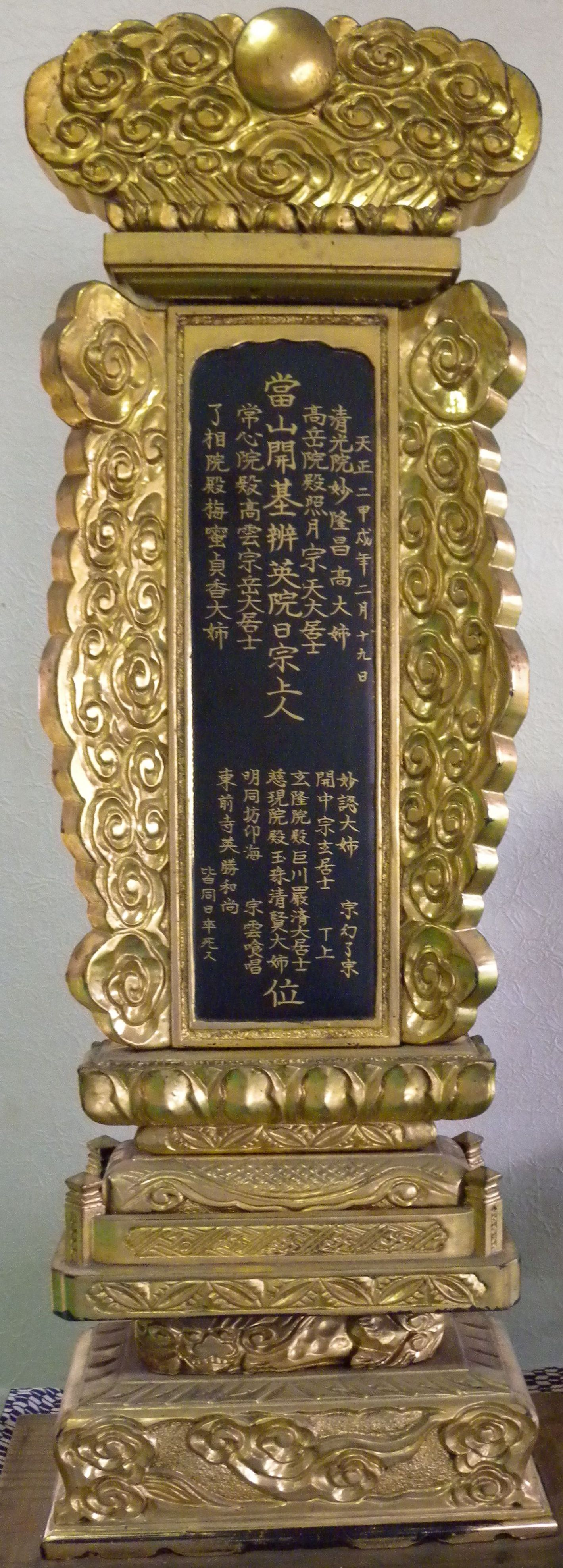
弁栄坊や泰俊達の位牌
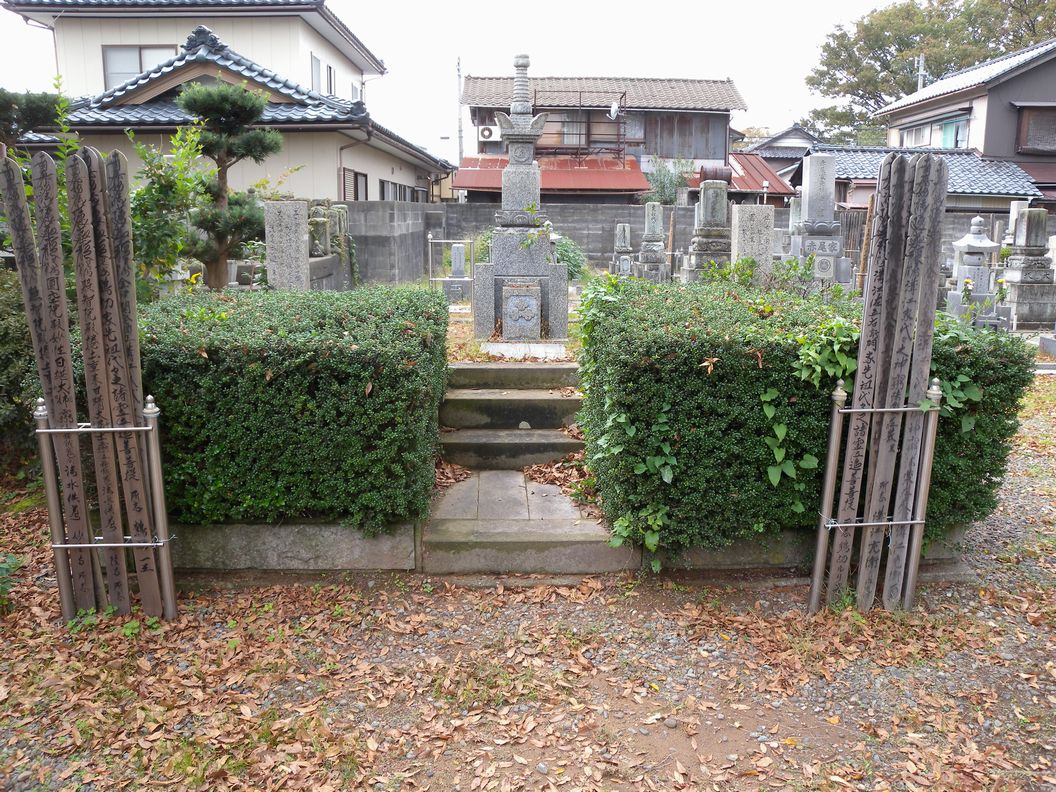
溝江・冨樫一族の妙隆寺供養塔（あわら市市姫）
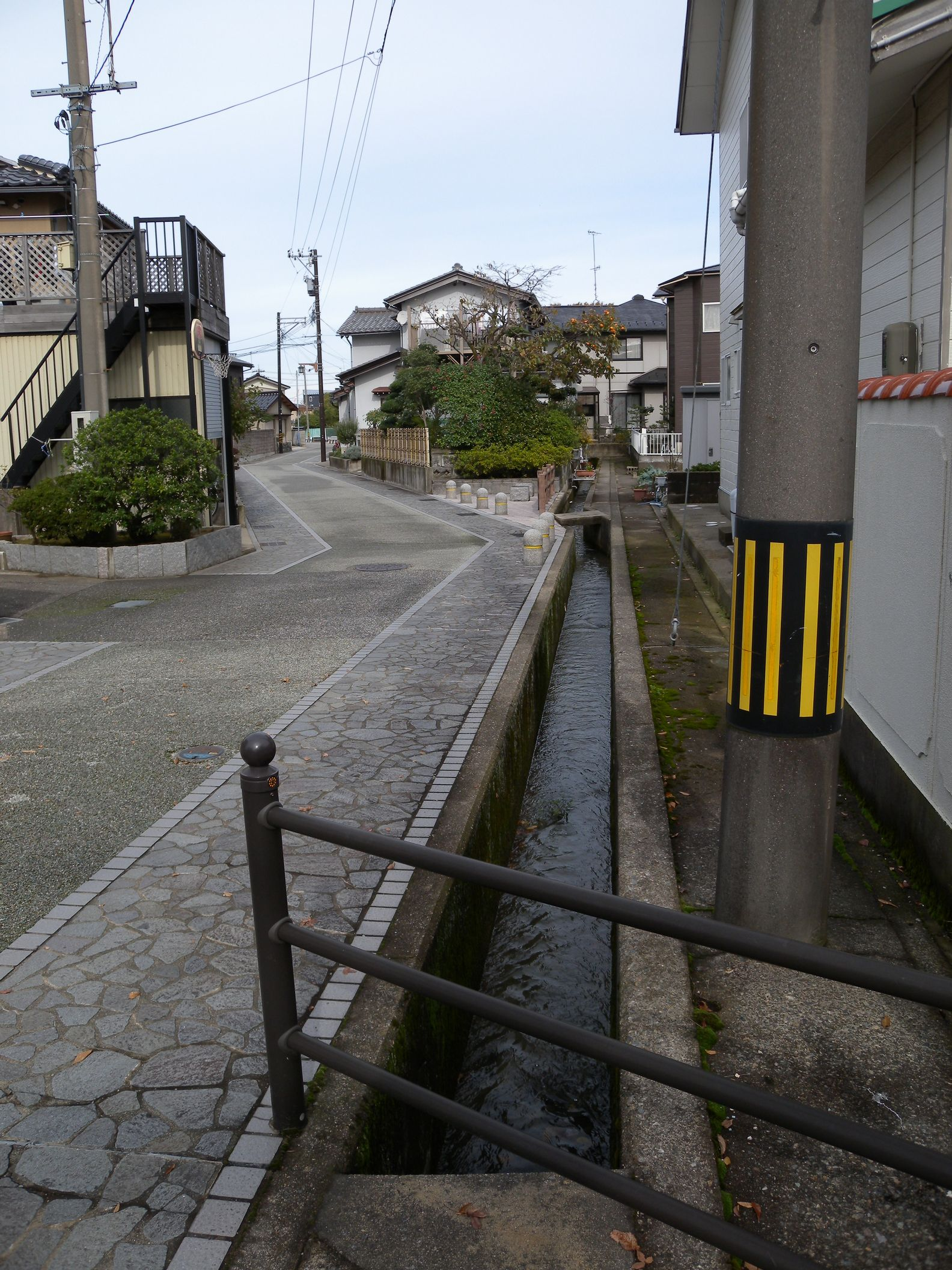
清水川。付近に清水姓が多い（野々市市押野）
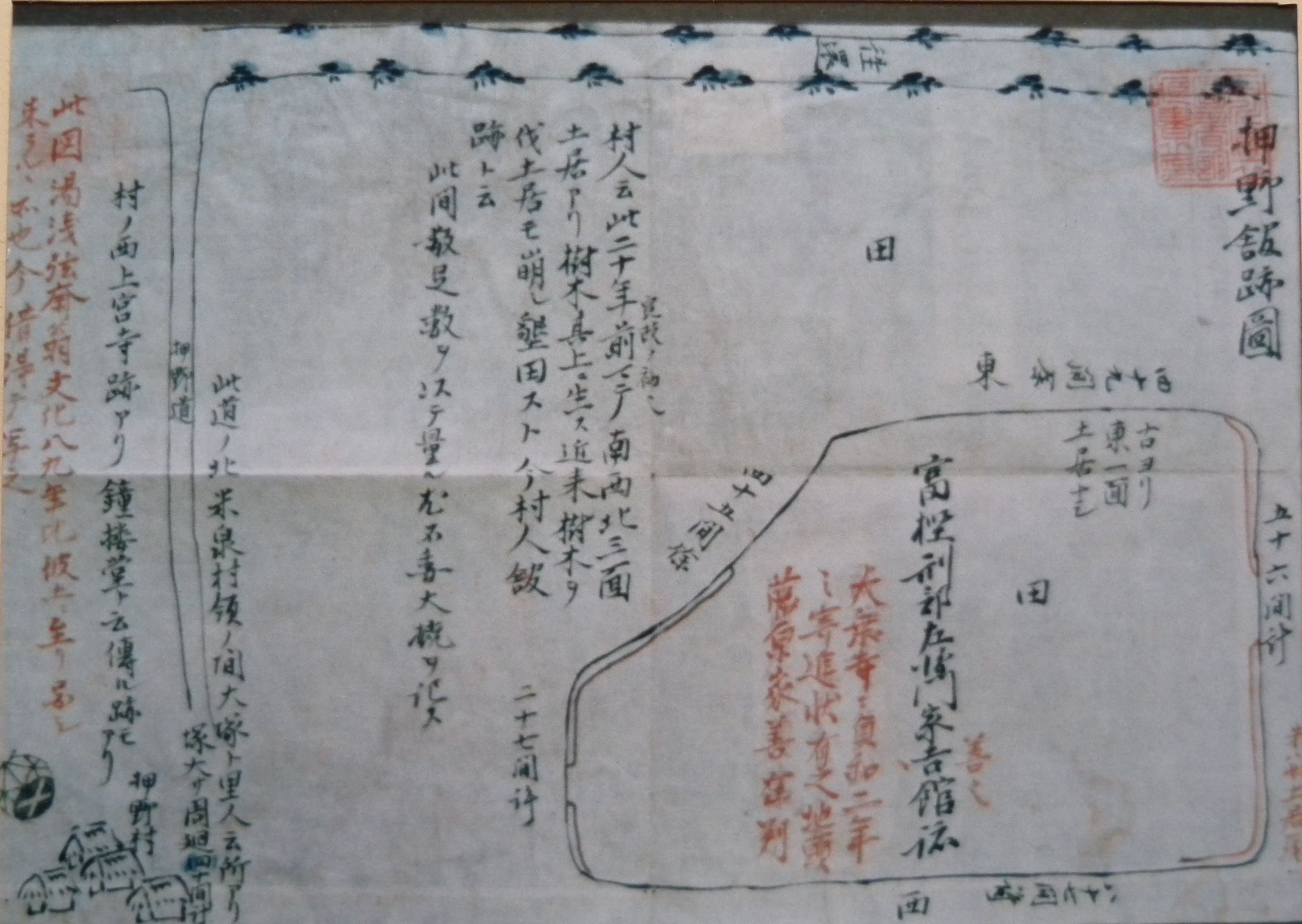
稲荷山と呼ばれた冨樫家善館（押野館）跡の図
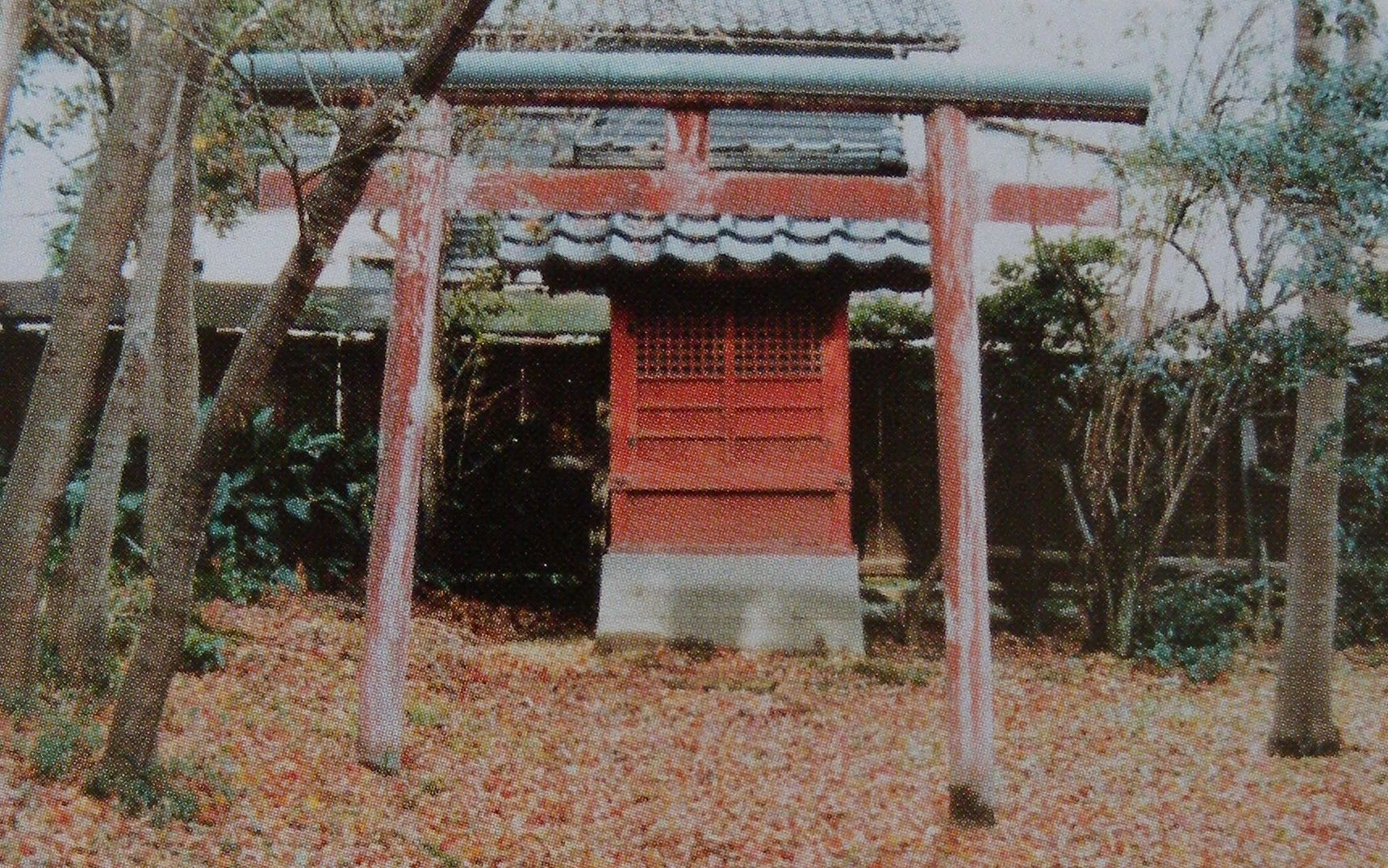
稲荷山の神を遷祀した後藤家邸内の祠
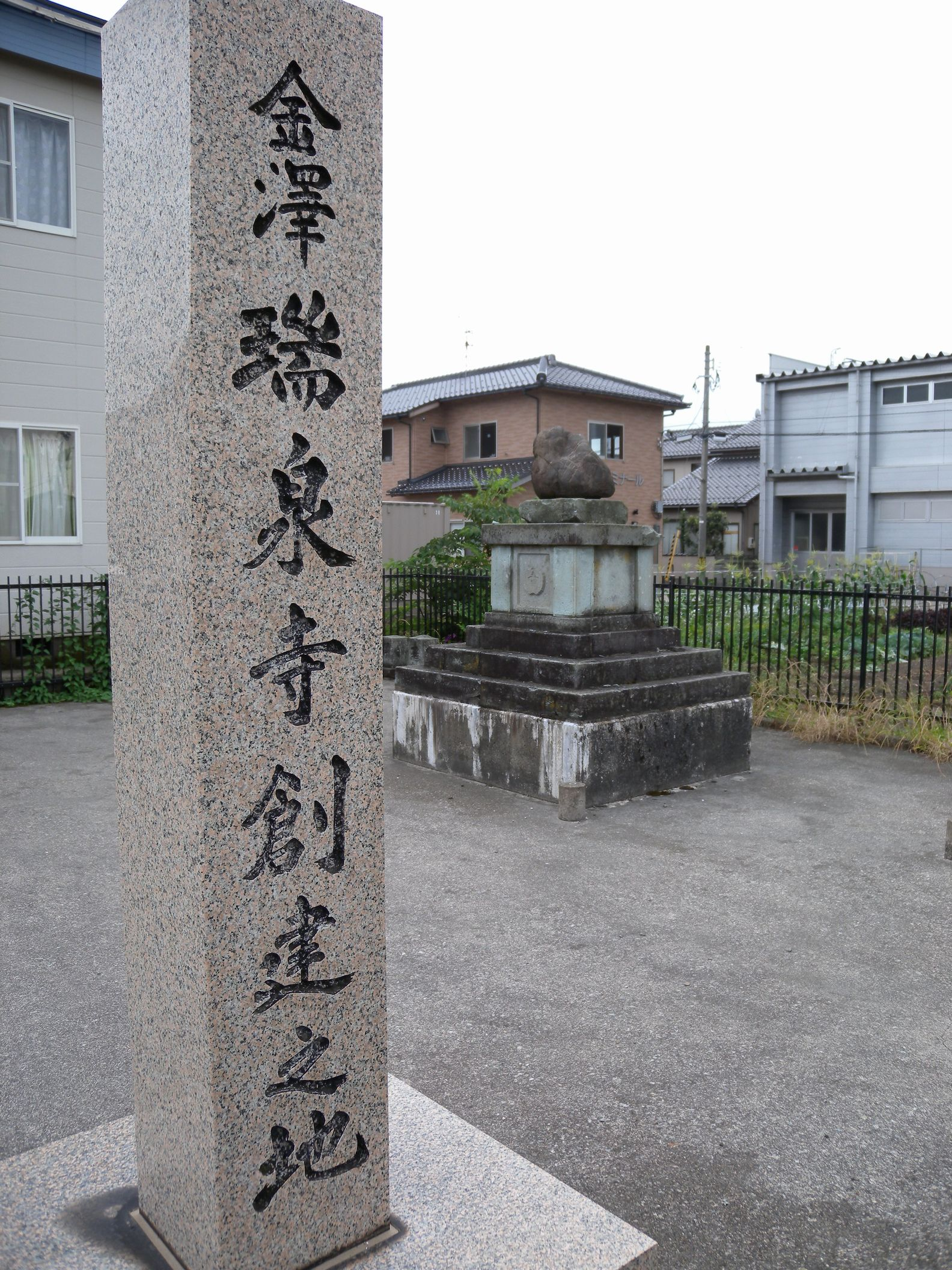
押野瑞泉寺跡（金沢市八日市（旧押野村八日市））
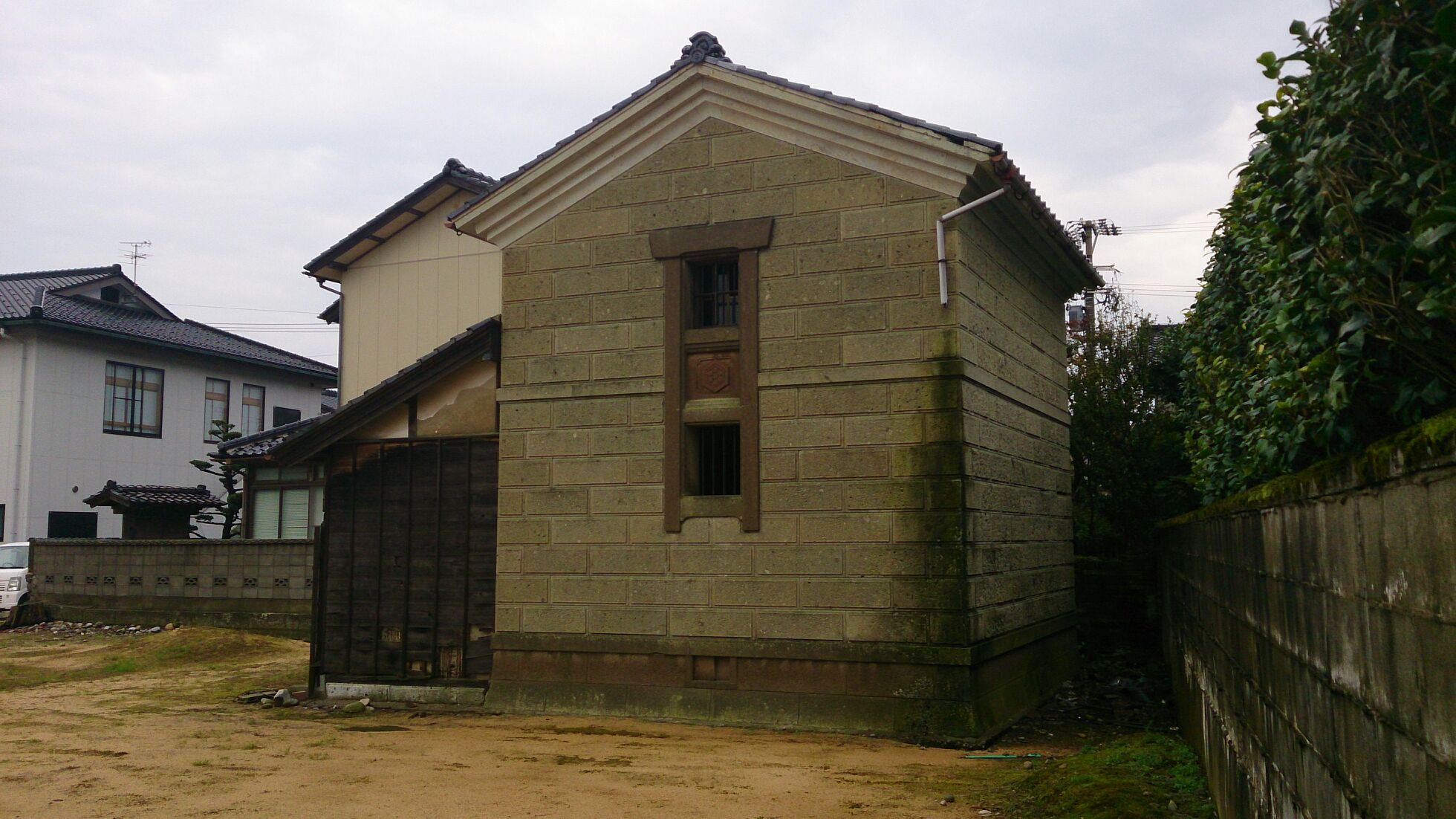
押野後藤家跡地に残る岩蔵（野々市市押野）
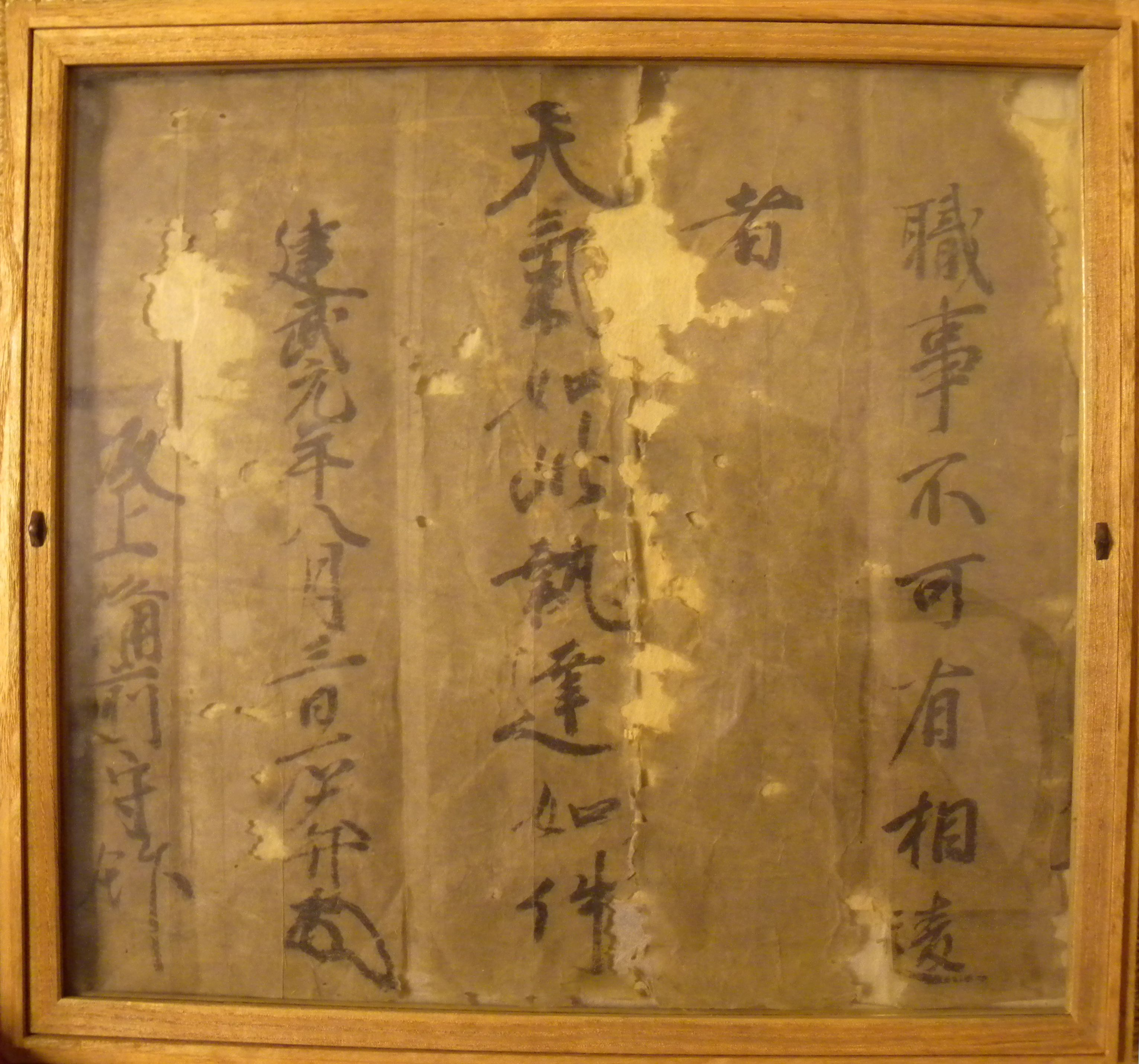
後醍醐天皇綸旨
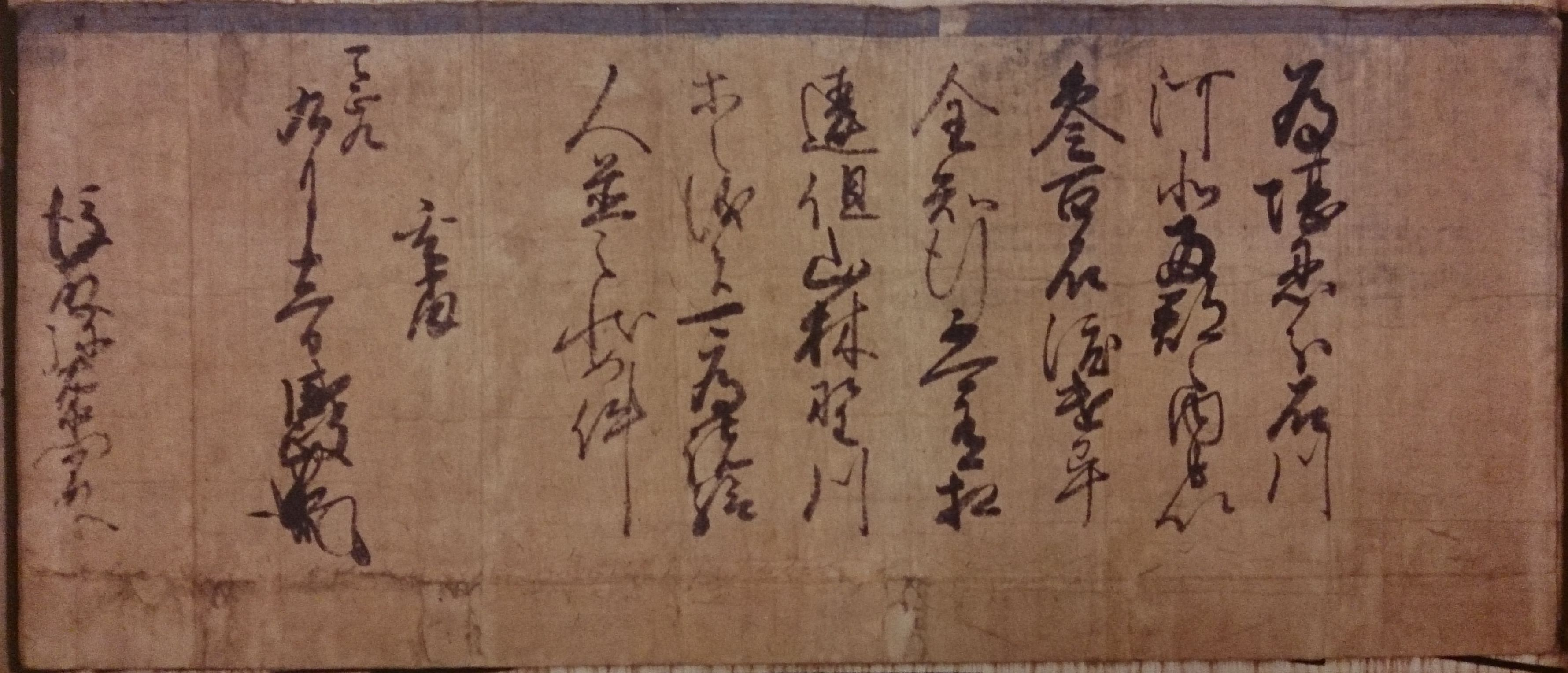
佐久間盛政三百石知行状（残存する唯一の盛政直筆書）
江戸初期に作成された家系図（北村唯一氏所蔵）

## 位置情報
- 溝江館（金津城）跡 : 北緯36度12分46.86秒 東経136度13分33.66秒 / 北緯36.2130167度 東経136.2260167度
- 妙隆寺 : 北緯36度12分49.74秒 東経136度13分36.48秒 / 北緯36.2138167度 東経136.2268000度
- 清水川 : 北緯36度32分33.60秒 東経136度36分58.08秒 / 北緯36.5426667度 東経136.6161333度
- 後藤家跡 : 北緯36度32分32.94秒 東経136度36分54.84秒 / 北緯36.5424833度 東経136.6152333度
- 後藤家墓地 : 北緯36度32分33秒 東経136度36分53秒 / 北緯36.54250度 東経136.61472度
- 押野稲荷山跡(押野館跡) : 北緯36度32分22.32秒 東経136度37分04.68秒 / 北緯36.5395333度 東経136.6179667度
- 押野瑞泉寺跡 : 北緯36度32分31.08秒 東経136度36分39.54秒 / 北緯36.5419667度 東経136.6109833度
- 館野小学校 : 北緯36度32分24.60秒 東経136度37分01.60秒 / 北緯36.5401667度 東経136.6171111度